# كأس إسكتلندا 1966–67
كأس اسكتلندا 1966–67 (بالإنجليزية: 1966–67 Scottish Cup)‏ هو موسم من كأس اسكتلندا. فاز فيه نادي سلتيك.

## النهائي
| نادي سلتيك           | 2 – 0 | نادي أبردين |
| -------------------- | ----- | ----------- |
| ويليام والاس 42' 49' |       |             |